# Kerman Tour
El Kerman Tour fou una cursa ciclista per etapes iraniana que es disputava a la província de Kerman. Creada el 2005, des del primer moment va entrar a formar part de l'UCI Àsia Tour. El 2011 es disputà per darrera vegada. Ghader Mizbani, amb dues victòries, és el ciclista que més vegades l'ha guanyat.

## Palmarès
| Any  | Vencedor           | Segon              | Tercer            |
| ---- | ------------------ | ------------------ | ----------------- |
| 2005 | Hossein Askari     | Sergej Tretyakov   | Bakhtiyar Mamyrov |
| 2006 | Ghader Mizbani     | Hossein Askari     | Ahad Kazemi Sarai |
| 2007 | Pavel Nevdach      | Ghader Mizbani     | Eugen Wacker      |
| 2008 | Ghader Mizbani     | Abbas Saeidi Tanha | Hamid Shiri       |
| 2009 | no disputat        | no disputat        | no disputat       |
| 2010 | Abbas Saeidi Tanha | Hamid Janati       | Amir Zargari      |
| 2011 | Mahdi Sohrabi      | Samad Poor Seiedi  | Rasoul Barati     |